# Bahnstrecke South Lagrange–Packards
| Gesellschaft: | zuletzt BAR          |                                |                                |
| Streckenlänge: | 45 km                |                                |                                |
| Spurweite: | 1435 mm (Normalspur) |                                |                                |
| |                      |                                |                                |
| Gleise: | 1                    |                                |                                |
| \| \| \| \| \| \| \| \| von Searsport \| \| \| \| \| von Old Town \| \| \| \| 0,0 \| South Lagrange ME \| South Lagrange ME \| \| \| \| nach Brownville \| \| \| \| ? \| Medford Center ME \| Medford Center ME \| \| \| 15,5 \| Medford ME \| Medford ME \| \| \| \| Strecke Brookport–Mattawamkeag \| \| \| \| ? \| Adams ME \| Adams ME \| \| \| ? \| Rand Cove ME \| Rand Cove ME \| \| \| \| von Brownville \| \| \| \| 45,0 \| Packards ME \| Packards ME \| \| \| \| nach Houlton \| \| |                      |                                |                                |
| |                      |                                |                                |
| Strecke |                      | von Searsport                  | von Searsport                  |
| Abzweig geradeaus und ehemals von rechts |                      | von Old Town                   | von Old Town                   |
| Dienststation / Betriebs- oder Güterbahnhof | 0,0                  | South Lagrange ME              | South Lagrange ME              |
| Abzweig ehemals geradeaus und nach links |                      | nach Brownville                | nach Brownville                |
| Haltepunkt / Haltestelle (Strecke außer Betrieb) | ?                    | Medford Center ME              | Medford Center ME              |
| Bahnhof (Strecke außer Betrieb) | 15,5                 | Medford ME                     | Medford ME                     |
| Kreuzung (Strecke geradeaus außer Betrieb) |                      | Strecke Brookport–Mattawamkeag | Strecke Brookport–Mattawamkeag |
| Haltepunkt / Haltestelle (Strecke außer Betrieb) | ?                    | Adams ME                       | Adams ME                       |
| Bahnhof (Strecke außer Betrieb) | ?                    | Rand Cove ME                   | Rand Cove ME                   |
| Abzweig ehemals geradeaus und von links |                      | von Brownville                 | von Brownville                 |
| ehemaliger Haltepunkt / Haltestelle | 45,0                 | Packards ME                    | Packards ME                    |
| Strecke |                      | nach Houlton                   | nach Houlton                   |

Die Bahnstrecke South Lagrange–Packards ist eine ehemalige Eisenbahnstrecke in Maine (Vereinigte Staaten). Sie war rund 45 Kilometer lang und stellte eine östliche Umfahrung für den Eisenbahnknoten Brownville dar. Die normalspurige Strecke ist seit 1977 stillgelegt.

## Geschichte
Nach weitgehender Fertigstellung des Hauptnetzes der Bangor and Aroostook Railroad (BAR) und 1905 auch der südlichen Fortsetzung, der Northern Maine Seaport Railroad erhöhte sich das Verkehrsaufkommen in Brownville drastisch. Aus diesem Grund beschloss die BAR, eine Abkürzungsstrecke, die Medford Extension, zu bauen, die östlich an Brownville vorbeiführen sollte. Als südlichen Endpunkt wählte man den Knotenbahnhof South Lagrange, der zum Kreuzungsbahnhof ausgebaut wurde. Es wurden Gleisverbindungen in Richtung Searsport und Old Town eingebaut. Der nördliche Endpunkt lag am Haltepunkt Packards, von dort bis zum nächsten Bahnhof West Seboeis wurde zudem die BAR-Hauptstrecke zweigleisig ausgebaut. Die 45 Kilometer lange Strecke ging am 30. Dezember 1907 in Betrieb. Der Personenverkehr war von Anfang an spärlich und wurde 1931 gänzlich eingestellt. Im Güterverkehr stellte die Strecke noch bis 1977 eine wichtige Abkürzung dar. Erst als das gesunkene Beförderungsaufkommen den Umweg über Brownville rechtfertigte, legte man die Strecke still.

## Streckenbeschreibung
Die Strecke stellt die geradlinige Verlängerung der Bahnstrecke South Lagrange–Searsport dar. Sie verläuft von South Lagrange aus nach Norden. Zwischen Medford Center und Medford wurde zunächst der Piscataquis River überquert. Die Brücke ist nach der Stilllegung der Strecke abgerissen worden. An der Südostecke des Schoodic Lake kreuzte die Strecke die heutige Eastern Maine Railway niveaugleich. Verbindungskurven gab es nicht. Danach verläuft die Strecke am Ostufer des Sees weiter nach Norden, um westlich des Seboeis Lake wieder in die Hauptstrecke zu münden.

## Personenverkehr
Die Strecke war von Anfang an hauptsächlich für den Güterverkehr vorgesehen. Dennoch verkehrten in Richtung Packards zwei und in Richtung South Lagrange ein Zug über die Abkürzungsstrecke. 1913 benötigten die Züge für die Strecke 50 Minuten. Ab etwa 1920 verkehrten die durchgehenden Züge der Hauptstrecke wieder über Brownville und nur noch ein Mixed train fuhr von South Lagrange nach Millinocket noch bis 1931 über die Medford Extension.

## Anhang